# Scomberomorus tritor
Scomberomorus tritor és una espècie de peix de la família dels escòmbrids i de l'ordre dels perciformes.

## Morfologia
Els mascles poden assolir els 100 cm de longitud total i els 6 kg de pes.

## Distribució geogràfica
Es troba des de les Illes Canàries i el Senegal fins al golf de Guinea i Baía dos Tigres (Angola). De vegades, se n'han trobat exemplars al nord de la Mediterrània (costes d'Itàlia i de França).